# Pectinapseudes (Pectinapseudes) mesteri
Pectinapseudes (Pectinapseudes) mesteri is een naaldkreeftjessoort uit de familie van de Apseudidae. De wetenschappelijke naam van de soort is voor het eerst geldig gepubliceerd in 2002 door Gutu.